# Oarja
Oarja est une commune roumaine située dans le județ d'Argeș.